# Hibiscus macropodus
Hibiscus macropodus là một loài thực vật có hoa thuộc họ Malvaceae.
Loài này chỉ có ở Yemen.